# Nagybarna
Nagybarna (horvátul: Velika Barna) falu Horvátországban Belovár-Bilogora megyében. Közigazgatásilag Grobosinchoz tartozik.

## Fekvése
Belovártól légvonalban 29, közúton 33 km-re délkeletre, Verőcétől légvonalban 22, közúton 41 km-re délnyugatra, községközpontjától 5 km-re északnyugatra a Bilo-hegység délnyugati lejtőin, a Barna-patak partján fekszik.

## Története
Az emberi jelenlét első nyomai a falu területén a kőkorszakból származnak. A Nagybarnától északra fekvő mezőn több őskori kerámia és töredékei kerültek elő. A grobosinci elemi iskola gyűjteményében kőkések, szekercék, árak, kisebb-nagyobb kőnehezékek találhatók, melyek nagy része szintén innen származik. Nagybarna Krševina nevű településrészén egy nagyobb rézkori település volt, itt az i. e. 1900 és 1800 között virágzott vučedoli kultúra és az i. e. 1200 körüli halomsíros kultúra emlékei kerültek elő.
A török kiűzése után a község területe majdnem teljesen lakatlan volt és rengeteg szántóföld maradt műveletlenül. Ezért a bécsi udvar elhatározta, hogy a földeket a betelepítendő határőrcsaládok között osztja fel. Az első betelepülő családok 1698-ban érkeztek Lika, Bosznia, a horvát Tengermellék, Imotski és kisebb számban az Isztria területéről. Újjászervezték a közigazgatást is. Létrehozták a katonai határőrvidéket, mely nem tartozott a horvát bánok fennhatósága alá, hanem osztrák és magyar generálisok irányításával közvetlenül a bécsi udvar alá tartozott.
A települést 1774-ben az első katonai felmérés térképén „Dorf Velika Barna” néven találjuk. A katonai közigazgatás idején a szentgyörgyvári ezredhez tartozott. Lipszky János 1808-ban Budán kiadott repertóriumában „Barna (Velika)” néven szerepel. Nagy Lajos 1829-ben kiadott művében „Barna (Velika)” néven 160 házzal, 164 katolikus és 666 ortodox vallású lakossal találjuk.
A katonai közigazgatás megszüntetése (1871) után Magyar Királyságon belül Horvát–Szlavónország részeként, Belovár-Kőrös vármegye Grubisno Poljei járásának része volt. 1857-ben 919, 1910-ben 2.011 lakosa volt. 1910-ben a népszámlálás adatai szerint lakosságának 65%-a szerb, 28%-a horvát, 6%-a magyar anyanyelvű volt. Az első világháború után 1918-ban az új szerb-horvát-szlovén állam, majd később (1929-ben) Jugoszlávia része lett. 1941 és 1945 között a németbarát Független Horvát Államhoz tartozott. A szerb lakosság többsége királypárti volt és a csetnikekhez csatlakozott, akik a község keleti részén tevékenykedtek. Az usztasák sok szerbet foglyul ejtettek és táborokba zártak. A különösen veszélyesnek tartott elemeket a Pag szigetén létesített munkatáborba vitték. Már 1941-ben megalakultak az első partizán egységek is.
A háború után a település a szocialista Jugoszláviához tartozott. 1991-től a független Horvátország része. 1991-ben lakosságának 46%-a szerb, 44%-a horvát nemzetiségű volt. A délszláv háború kirobbanása után szerb szabadcsapatok ellenőrizték. 1991. október 31-jén az Otkos 10 hadművelet első napján foglalta vissza a horvát hadsereg. A szerb lakosság nagy része elmenekült. 2011-ben 335 lakosa volt.

## Lakossága
| Lakosság változása | Lakosság változása | Lakosság változása | Lakosság változása | Lakosság változása | Lakosság változása | Lakosság változása | Lakosság változása | Lakosság változása | Lakosság változása | Lakosság változása | Lakosság változása | Lakosság változása | Lakosság változása | Lakosság változása | Lakosság változása |
| ------------------ | ------------------ | ------------------ | ------------------ | ------------------ | ------------------ | ------------------ | ------------------ | ------------------ | ------------------ | ------------------ | ------------------ | ------------------ | ------------------ | ------------------ | ------------------ |
| 1857               | 1869               | 1880               | 1890               | 1900               | 1910               | 1921               | 1931               | 1948               | 1953               | 1961               | 1971               | 1981               | 1991               | 2001               | 2011               |
| 919                | 1.093              | 1.152              | 1.554              | 1.819              | 2.011              | 1.922              | 1.935              | 1.298              | 1.361              | 1.372              | 1.189              | 895                | 729                | 411                | 335                |

## Nevezetességei
- Szent Márk evangélista tiszteletére szentelt pravoszláv parochiális temploma[6] eredetileg fából épült még a 18. században. Egy 1796-ból származó feljegyzésben azt olvashatjuk, hogy a templom jó állapotban van. Ezt a templomot 1844-ben lebontották és a Nagygordonyáról Grobosincra vezető út jobb oldalán új, falazott templomot emeltek. Ikonosztázát Marko Peroš zágrábi festőművész festette 1889-ben. Az ikonosztázt a II. világháború idején, 1942-ben súlyosan megrongálták. A Legszentebb Istenanya képét bajonettel vagdosták össze, Szent Miklós ikonjának pedig a lábát vágták le. A helyi parókiához Kisbarna és Mala Jasenovača hívei tartoznak. Ma a templom nagyon rossz állapotban van, ereszcsatorna híján falai átnedvesedtek.
- Páduai Szent Antal tiszteletére szentelt római katolikus kápolnája 1911-ben épült, a katolikus temetőben áll. A falu katolikus hívei maguk építették. 1941-ben megújították, de 1991-ben a toronysisakot a jugoszláv hadsereg egyik lövedéke eltalálta és súlyosan megrongálódott. 1992-ben helyreállították.

## Sport
A falu labdarúgóklubja az NK Graničar Velika Barna.